# Iso-Saksalo
Iso-Saksalo är en ö i Finland. Den ligger i sjön Längelmävesi och i kommunen Kangasala i den ekonomiska regionen Tammerfors och landskapet Birkaland, i den södra delen av landet, 150 km norr om huvudstaden Helsingfors. Öns area är 25,2 hektar och dess största längd är 0,7 kilometer i sydöst-nordvästlig riktning.